# NGC 7832
NGC 7832 = IC 5386 ist eine Elliptische Galaxie mit aktivem Galaxienkern vom Hubble-Typ E+ im Sternbild Fische auf der Ekliptik. Sie ist schätzungsweise 283 Millionen Lichtjahre von der Milchstraße entfernt und hat einen Durchmesser von etwa 130.000 Lichtjahren. Vom Sonnensystem aus entfernt sich die Galaxie mit einer errechneten Radialgeschwindigkeit von näherungsweise 6.200 Kilometern pro Sekunde.
Das Objekt wurde am 20. September 1784 von William Herschel (als NGC gelistet) entdeckt. Wiederentdeckt am 12. September 1896 von Lewis Swift (als IC aufgeführt).

## Galaktisches Umfeld
| Nr. | Galaxie          | Alternativname          | Rek           | Dek           | Distanz/asec |
| --- | ---------------- | ----------------------- | ------------- | ------------- | ------------ |
| →   | NGC 7832         | IC 5386                 | 00h06m28.46s  | -03d42m58.1s  | 0            |
| 1   | LEDA/PGC 535     | NSA 126218              | 00h06m50.045s | -03d43m22.81s | 323.84       |
| 2   | LEDA/PGC 3092598 | 2MASX J00055712-0343167 | 00h05m57.154s | -03d43m16.98s | 468.94       |
| 3   | LEDA/PGC 169983  | NSA 126191              | 00h05m57.54s  | -03d38m36.6s  | 531.29       |
| 4   | LEDA/PGC 2802462 | 2MASX J00070810-0338150 | 00h07m08.102s | -03d38m14.59s | 657.58       |
| 5   | LEDA/PGC 1066773 | NSA 126225              | 00h07m12.934s | -03d47m36.96s | 721.79       |
| 6   | LEDA/PGC 1066117 | 2MASX J00071431-0350460 | 00h07m14.288s | -03d50m46.49s | 831.02       |
| 7   | LEDA/PGC 1064728 | 2MASX J00061770-0357416 | 00h06m17.70s  | -03d57m41.7s  | 898.20       |
| 8   | LEDA/PGC 1065553 | 2MASX J00053841-0353314 | 00h05m38.44s  | -03d53m31.8s  | 980.94       |